# Gwen Berry
Pour les articles homonymes, voir Berry (homonymie).
Gwendolyn Denise « Gwen » Berry (née le 29 juin 1989 à Saint-Louis) est une athlète américaine, spécialiste du lancer de marteau.

## Biographie
Après avoir pris la troisième place des Championnats NACAC espoirs en 2010, elle franchit la ligne des 70 m au marteau lors des Drake Relays 2011 à Des Moines.
En 2014 elle remporte la médaille d'or lors du Festival sportif panaméricain de Mexico grâce à un lancer à 72,04 m.
Au cours de la saison 2016 elle bat son record personnel, qui datait de 2013, en réussissant 75,11 m au Tiger Invitational de Memphis, puis 76,31 m à Tucson le 21 mai 2016, ce qui bat le record national d'Amanda Bingson. Cependant elle subit un contrôle antidopage positif et est suspendue trois mois par l'Agence américaine antidopage, ces résultats étant annulés.
Lors des Jeux olympiques elle est éliminée en qualifications.
Le 6 mai 2017, à Oxford (Mississippi), elle établit un nouveau record d'Amérique du Nord, d'Amérique centrale et des Caraïbes avec 76,77 m.
Le 10 août 2019, elle remporte la médaille d'or des Jeux panaméricains de Lima avec 74,62 m. Lors de l'hymne national pendant le podium, elle lève le poing, à l'image de Tommie Smith et John Carlos aux Jeux olympiques de 1968, pour dénoncer les inégalités et injustices sévissant aux États-Unis,.
Elle se classe 12e des championnats du monde 2019 après avoir échoué à réaliser un jet valide.

## Dopage
Elle est suspendue pendant 16 mois à compter du 28 avril 2023. Elle a été testée positive à la cancérone, une molécule interdite par l'USADA.

## Palmarès

### International
| Date | Compétition                         | Lieu                                | Résultat | Marque  |
| ---- | ----------------------------------- | ----------------------------------- | -------- | ------- |
| 2010 | Championnats NACAC espoirs          | Miramar                             | 3e       | 62,55 m |
| 2018 | Challenge IAAF du lancer de marteau | Challenge IAAF du lancer de marteau | 2e       | —       |
| 2019 | Jeux panaméricains                  | Lima                                | 1re      | 74,62 m |
| 2019 | Championnats du monde               | Doha                                | finale   | NM      |

### National
- Championnats des États-Unis d'athlétisme
  - vainqueur du lancer du marteau en 2017

## Records
| Épreuve           | Marque  | Lieu    | Date        |
| ----------------- | ------- | ------- | ----------- |
| Lancer du marteau | 77,78 m | Chorzów | 8 juin 2018 |